# Josef Kaňa
Josef Kaňa (9. února 1943 – 10. srpna 2017, Dolní Bojanovice ) byl český politik a technik, bývalý senátor za obvod č. 79 – Hodonín, bývalý místopředseda České národní rady (1986-1990) a člen KDU-ČSL.

## Vzdělání, profese a rodina
Odmaturoval v roce 1961 na SPŠ stavebních hmot v Hodoníně. Do roku 1971 dálkově studoval Chemickou fakultu Slovenské vysoké školy technické. V roce 1961 pracoval v Poštorenských keramických závodech, poté absolvoval základní vojenskou službu. V letech 1966-1998 byl zaměstnán v Moravských naftových dolech Hodonín, kde po roce 1990 působil jako personální ředitel. Byl ženatý, měl dvě děti a 6 vnoučat. Žije v Dolních Bojanovicích na Hodonínsku. Do roku 2012 se aktivně věnoval svému vinohradu, kvůli Parkinsonově nemoci své mnohé koníčky musel omezit.

## Politická kariéra
V letech 1986-1990 zasedal za Československou stranu lidovou v České národní radě, kde po celou dobu vykonával funkci místopředsedy. V té době byl i místopředsedou ČSL.
Ve volbách 1998 se stal členem horní komory českého parlamentu, když v obou kolech porazil sociálního demokrata Zdeňka Lukeše. V senátu vykonával místopřesednické posty ve Výboru petičním, pro lidská práva, vědu, vzdělávání a kulturu (1998-2002) a v senátorském klubu KDU-ČSL (1998-2000), kde v následujícím období (2000-2002) zastával funkci 1. místopředsedy a v letech 2002-2004 této stranické frakci předsedal. Také se věnoval činnosti Výboru pro zahraniční věci, obranu a bezpečnost. Ve volbách 2004 svůj mandát obhajoval, ovšem v obou kolech jej porazila občanská demokratka Alena Venhodová.